# 赤沢保育園
赤沢保育園（あかざわほいくえん）は、新潟市中央区にある私立の保育園である。明治以降に設立され、現存する保育施設として、最も古いものの一つである。

## 概要
1890年（明治23年）に、教育者である赤沢鍾美（あかざわ あつとみ）は、新潟市礎町に小中学校課程を教える私塾「新潟静修学校」を開いた。
当時、明治政府の学制発布で各地に小学校ができたが、通えるのは裕福な家の子弟ばかりだったため、赤沢は貧しい子ども向けに塾を開いたのだった。しかし、塾で学ぶ子は幼い弟妹や奉公先の子らの世話も任されており、授業の終わりを待つ幼児の群れが教室外にできるという問題が発生した。
赤沢は「此の可愛さうな有様見るに忍びず」と、授業の間に別室に幼児を集めて面倒を見ることにし、妻ナカが幼児を世話し、食事を与え、寒い日には足袋も作ってあげるなどして、私塾に通う子の勉学を助ける形で託児所が生まれた。
これが日本の保育事業の先駆けとなったとされる。日本保育学会が著した「日本幼児保育史」では、大正末期の内務省の記録として《我邦に於ける幼児教育事業の始めは（中略）、新潟市静修学校内に於て貧困者の幼児の保育を開始したるもの之れなり》と紹介している。しかし、当時の文部省は小学校の入学年齢を6歳以上と定め、それに満たない幼児を学校で教育することを「是害不尠」と通達していたため、鍾美は当時の保育について「文部省令に照さるれば矢張り犯罪人たらざるを得ざること」と不穏な表現で記している。それでも「仁を為すより外に策無しと覚悟を定め」託児をやめなかった。
当時は、小学校に通える子は限られ、私塾が増えた時期であり、赤沢保育園があった場所は商業地域で共働きが多く、保育需要もあった。
次第に生徒以外の住民からの保育希望も増え、鍾美は幼児保育にも力を注いでいく。保育部門を赤沢は「守孤扶独幼稚児保護会（しゅこふどくようちじほごかい）」と命名。保育環境に恵まれない子を守り、独り親を助けるといった意味が込められたとみられる。この名称は現在も運営法人名として受け継がれている。
1918年（大正7年）8月東湊町の製綿工場の出火により園舎焼失し、赤坂町にあった休業中の製綿工場を借りてしのぎながら、1920年（大正9年）頃に現在の中央区東湊町通1ノ町に移転。1937年（昭和12年）に鍾美の死去に伴い新潟静修学校は廃止されたが、保護会はナカを中心とした家族が継いだ。戦中戦後も幼児を預かり、後に名称が「赤沢保育園」となった。
昭和元年から戦前は250-350人が在籍した。
1966年（昭和41年）に建てられた園舎は鉄筋モルタルの2階建てで、前々年の新潟地震で木造1階建ての園舎が傷んだことで、卒園した人や保護者だけでなく地元住民からも資金が集まり、費用は寄付金だけで賄った。
2021年（令和3年）に園舎が建て替えられた。

## 創立者
赤沢鍾美（あかざわ あつとみ）は、1864年（元治元年）生まれ。朱子学を修める家庭に育ち、塾を開き教育に取り組んだ。保育所「赤沢保育園」を開設し、妻ナカと幼児保育に尽力した。1937年（昭和12年）没。後述のように、赤沢保育園は、「わが国で最初の託児所」、「日本初の保育所」とされることもあるが、赤沢が託児所を開設する以前の明治10年代から、各地に同様の取り組みが存在していた。そのため、明治以降に設立され、現存する保育所の中で、最も古いものの一つであるという評価が適切である。例えば、神戸では、明治10年代後半から、間人たね子によって保育施設が設立・運営されている。
2018年（平成30年）には、保育士試験に《わが国で最初の託児所をつくり、貧しい子どもたちを幼い兄弟の子守りから解放し、勉学の道を開いた》という設問から選択肢の中から「赤沢鍾美」を選ばせる問題が出題された。

## その他
和歌山市立有吉佐和子記念館の初代館長である恩田雅和は、新潟市に生まれ、親が共働きだったため、預けられた保育所が赤沢保育園だった。